# 曹庭栋
曹庭棟（1700年—1785年），字六圃，號楷人，自署慈山居士，浙江嘉興府嘉善縣人，清朝經學家、詩人。

## 生平
幼年羸弱，患肺結核（童子痨）。乾隆六年（1741年）舉孝廉方正而不就，中年後絕意仕途，不下樓者二十年，著作甚富。晚年強調養生，“養靜為攝生首務”，乾隆五十年（1785年）卒，享年八十六歲。

## 著作
著有《老老恒言》以紀錄養生心得。曹庭棟憂慮宋人詩集傳世者日少，並認為吳之振的《宋詩鈔》漏略尚多，撰有《宋百家詩存》。另著有《易準》、《孝經通釋》、《琴學內篇》、《琴學外篇》、《產鶴亭詩稿》、《魏塘紀勝》、《魏塘續紀》等。

## 家族
高祖曹勳；伯曾祖曹爾堪；曾祖曹爾坊；祖父曹鑑倫；父曹源郁。